# Giacomo Merculiano
Giacomo Merculiano, anche noto come Jacques Merculiano, (Napoli, 29 settembre 1859 – 1935) è stato uno scultore, medaglista e illustratore italiano.
Fu il fratello minore del pittore e illustratore scientifico Comingio Merculiano (1845 - 1915).

## Biografia
Studiò all'Accademia di belle arti di Napoli, dove ottenne il primo riconoscimento ad un concorso presentando una statua in stucco intitolata Aspirazione, esposta alla Promotrice di Napoli. Nel 1889 espose alla stessa Esposizione una statuetta in bronzo intitolata Canto fermo. Completò il busto in bronzo per il monumento funebre del conte Giulio di Conversano nel cimitero di Napoli.
Sebbene Merculiano si dedicasse anche alla pittura, la sua produzione principale fu la scultura. Nel 1900 viveva a Parigi, ove firmava traducendo il proprio nome in francese: Jacques Merculiano o J. Merculiano. Si concentrò principalmente sulla raffigurazione di animali. Espose dal 1914 al Salon di Parigi.

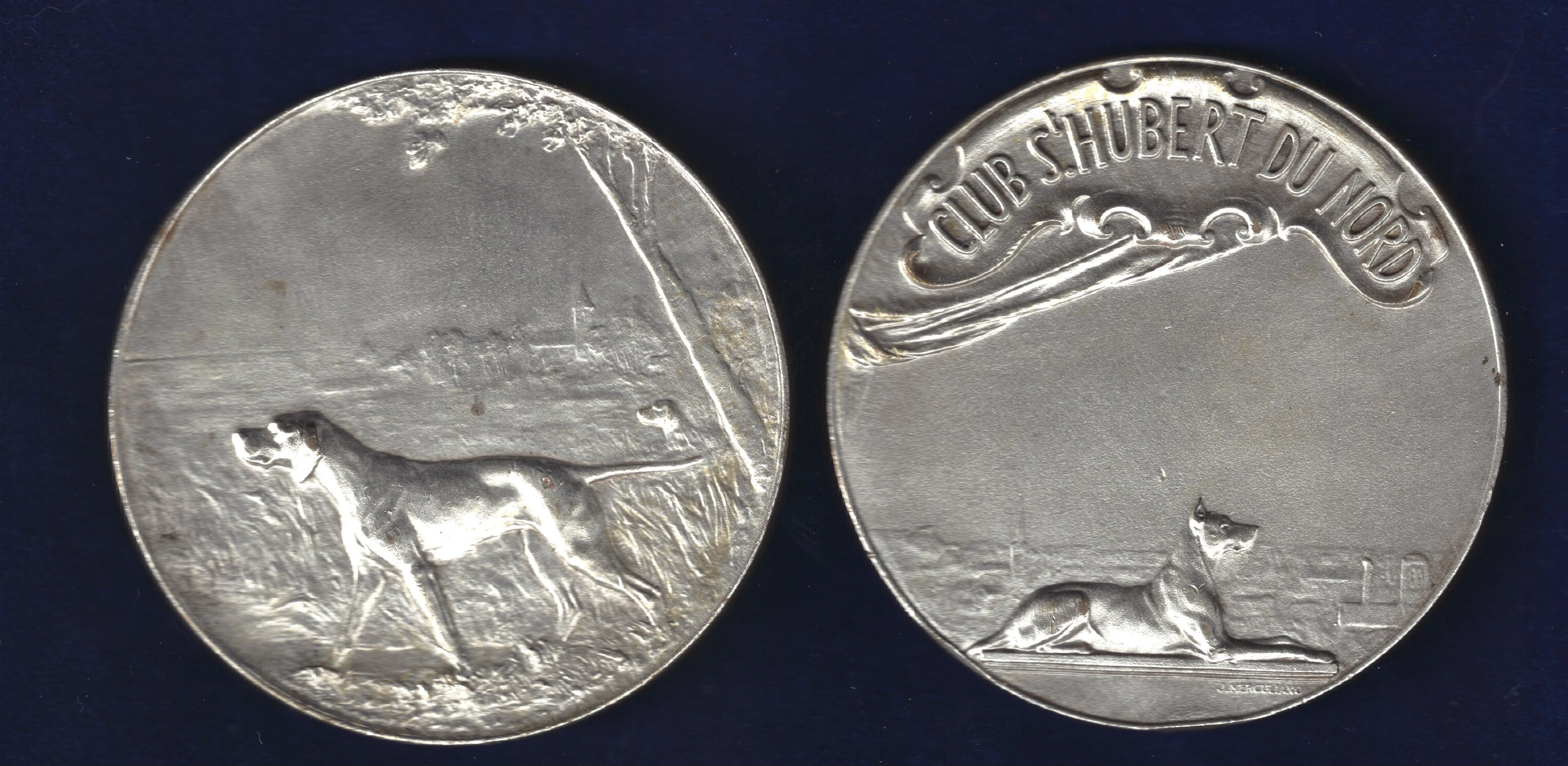
Medaglia premio del Kennel Club francese, scolpita nel 1920 da Merculiano
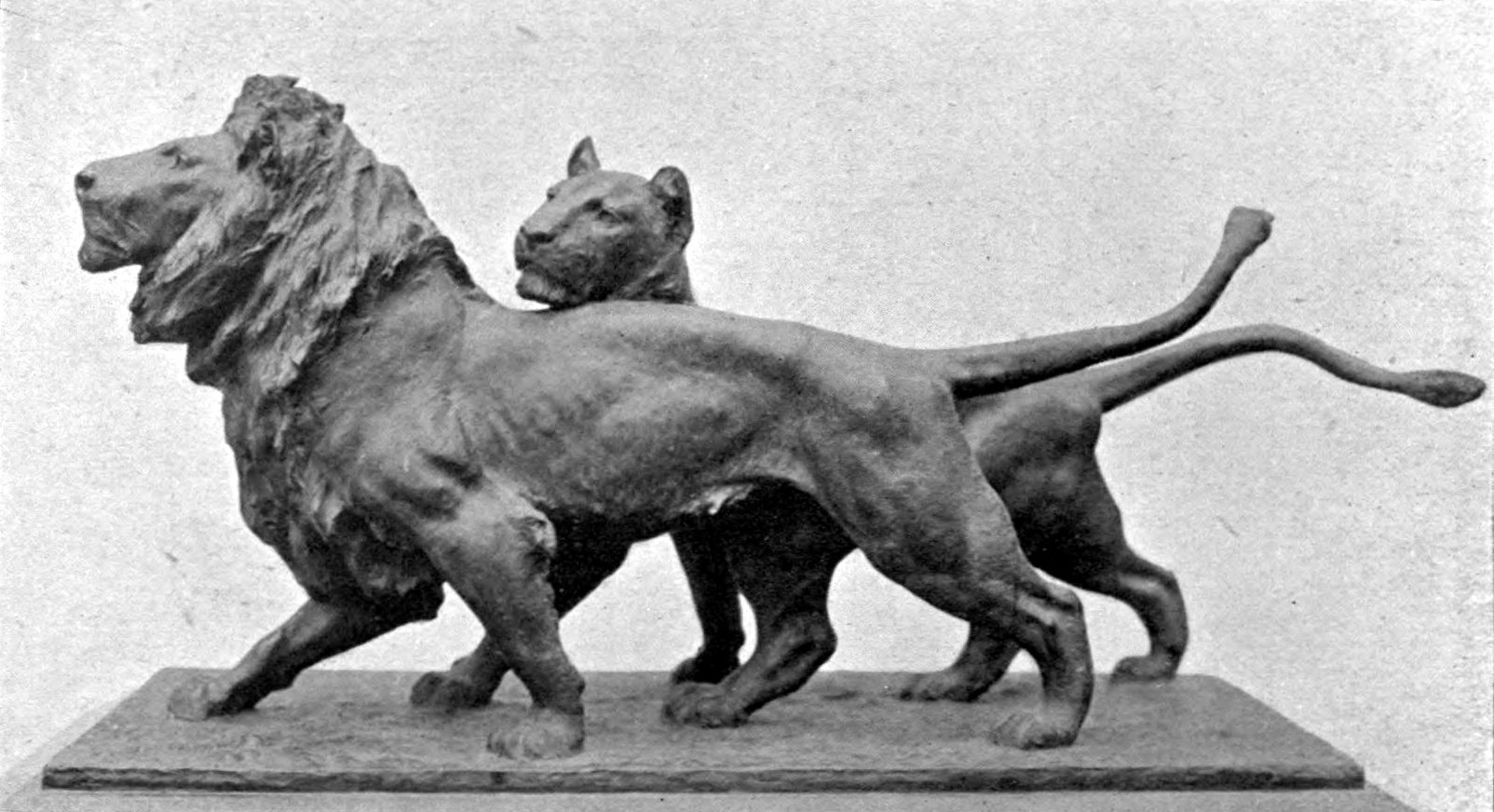
Leone e leonessa